# 戴蒙德 (喬治亞州)
戴蒙德（英語：Diamond）是位於美國喬治亞州吉爾默縣的一個非建制地區。該地的面積和人口皆未知。

## 地理
戴蒙德的座標為34°40′27″N 84°16′34″W / 34.67417°N 84.27611°W，而該地的平均海拔高度為574米（即1886英尺）。